# DB細胞
DB是對人類皰疹病毒第四型呈陰性反應的人類瀰漫大B細胞淋巴瘤細胞系，最初是分離自一名45歲的白人男性瀰漫大B細胞淋巴瘤患者的腹水，並不表達對HLA-DR抗原、HLA-DQ抗原、免疫球蛋白M及免疫球蛋白D。當DB細胞暴露於能夠激活蛋白激酶C的佛波酯（佛波醇-12-十四烷酰-13-乙酸酯或PDBu）時，會明顯地抑制其生長。有研究指出經苦鬼臼毒素 (PPP) 處理的DB細胞不會發生細胞凋亡，但是DB細胞仍然會被PPP殺死，表明DB細胞另一種的細胞死亡方式。

## 外部連結
- Cellosaurus entry for DB（页面存档备份，存于）